# توبياس كارلسون (لاعب كرة قدم سويدي)
توبياس كارلسون (بالسويدية: Tobias Carlsson) هو لاعب كرة قدم سويدي، ولد في 1995. لعب مع فاربرغس بويس ‏.

## وصلات خارجية
- توبياس كارلسون (لاعب كرة قدم سويدي) على موقع اتحاد السويد (السويدية)
- توبياس كارلسون (لاعب كرة قدم سويدي) على موقع قاعدة بيانات كرة القدم.إي يو (الإنجليزية)
- توبياس كارلسون (لاعب كرة قدم سويدي) على موقع Soccerway.com (الإنجليزية)